# Dollaz on My Head
«Dollaz on My Head» — песня американского рэпера Gunna при участии Янг Тага, она была отправлена на rhythmic contemporary 6 июля 2020 года, как третий сингл со второго студийного альбома Gunna Wunna (2020). Он был спродюсирован Mike Will Made It и Майлсом Харрисом.

## Видеоклип
Премьера видеоклипа состоялась 24 июля 2020 года на YouTube. Режиссёрами стали Спайк Джордан и Максим Куойлин, клип начинается с Gunna, который играет в гольф на балконе своего особняка и звонит Янг Тагу через FaceTime. Затем его игру прерывает семья, желающая войти в их дом. Он приглашает их войти, и семья удивлена роскошью.

## Чарты

### Недельные чарты
| Чарт (2020)                           | Высшая позиция |
| ------------------------------------- | -------------- |
| Канада (Billboard Canadian Hot 100)   | 53             |
| Новая Зеландия (RMNZ)                 | 8              |
| США (Billboard Hot 100)               | 38             |
| США (Billboard Hot R&B/Hip-Hop Songs) | 15             |
| США (Billboard Rhythmic)              | 39             |

### Годовые итоговые чарты
| Чарт (2020)                            | Позиция |
| -------------------------------------- | ------- |
| США (Hot R&B/Hip-Hop Songs, Billboard) | 63      |

## Сертификации
| Регион                                                                      | Сертификация | Продажи |
| --------------------------------------------------------------------------- | ------------ | ------- |
| США (RIAA)                                                                  | Золотой      | 500 000 |
| Данные о продажах + прослушиваниях приведены только на основе сертификации. |              |         |